# Coupe de l'UFOA 1990
Navigation
Édition précédente Édition suivante
La Coupe de l'UFOA 1990 est la quatorzième édition de la Coupe de l'UFOA, qui est disputée par les meilleurs clubs d'Afrique de l'Ouest non qualifiés pour la Coupe des clubs champions africains ou la Coupe d'Afrique des vainqueurs de coupe. 
Toutes les rencontres sont disputées en matchs aller et retour. Cette compétition voit le sacre du club de l'ASEC Abidjan de Côte d'Ivoire qui bat les Maliens de Djoliba AC en finale.

## Premier tour
| Équipe 1                         | Résultat      | Équipe 2          | Aller | Retour |
| -------------------------------- | ------------- | ----------------- | ----- | ------ |
| (T) Ranchers Bees                | 3 - 1         | Horoya AC         | 3 - 0 | 0 - 1  |
| abandon Sporting Clube de Bissau | 1 - 4         | ASEC Abidjan      | 1 - 4 | -      |
| Okwahu United                    | 3 - 2         | Plateau United    | 3 - 0 | 0 - 2  |
| Sahel FC                         | 2 - 5         | EF Ouagadougou    | 1 - 3 | 1 - 2  |
| ETICS Thiès                      | 2 - 6         | Djoliba AC        | 0 - 3 | 2 - 3  |
| Real Republicans FC              | 0 - 0 3-5 tab | Invincible Eleven | 0 - 0 | 0 - 0  |

## Quarts de finale
| Équipe 1        | Résultat  | Équipe 2                  | Aller | Retour |
| --------------- | --------- | ------------------------- | ----- | ------ |
| Ifodje Atakpamé | 0 - 2     | Ranchers Bees (T)         | 0 - 0 | 0 - 2  |
| ASEC Abidjan    | 5 - 0     | EF Ouagadougou            | 4 - 0 | 1 - 0  |
| Okwahu United   | - 1-4 tab | Djoliba AC                | -     | -      |
| Mogas 90        | -         | Invincible Eleven forfait | -     | -      |

## Demi-finales
| Équipe 1   | Résultat | Équipe 2                  | Aller | Retour |
| ---------- | -------- | ------------------------- | ----- | ------ |
| Mogas 90   | 0 - 2    | ASEC Abidjan              | 0 - 0 | 0 - 2  |
| Djoliba AC | -        | Ranchers Bees (T) forfait | -     | -      |

## Finale
| Équipe 1     | Résultat | Équipe 2   | Aller | Retour |
| ------------ | -------- | ---------- | ----- | ------ |
| ASEC Abidjan | 2 - 1    | Djoliba AC | 1 - 0 | 1 - 1  |